# سون دان (ژیمناست)
سون دان (ژیمناست) (به انگلیسی: Sun Dan) ژیمناست زادهٔ ۴ سپتامبر ۱۹۸۶ میلادی اهل کشور چین است.